# La Buissière
La Buissière is een gemeente in het Franse departement Isère (regio Auvergne-Rhône-Alpes) en telt 628 inwoners (2005). De plaats maakt deel uit van het arrondissement Grenoble.

## Geografie
De oppervlakte van La Buissière bedraagt 7,7 km², de bevolkingsdichtheid is 81,6 inwoners per km².
De onderstaande kaart toont de ligging van La Buissière met de belangrijkste infrastructuur en aangrenzende gemeenten.

## Demografie
Onderstaande figuur toont het verloop van het inwonertal (bron: INSEE-tellingen).